# Samara Joy

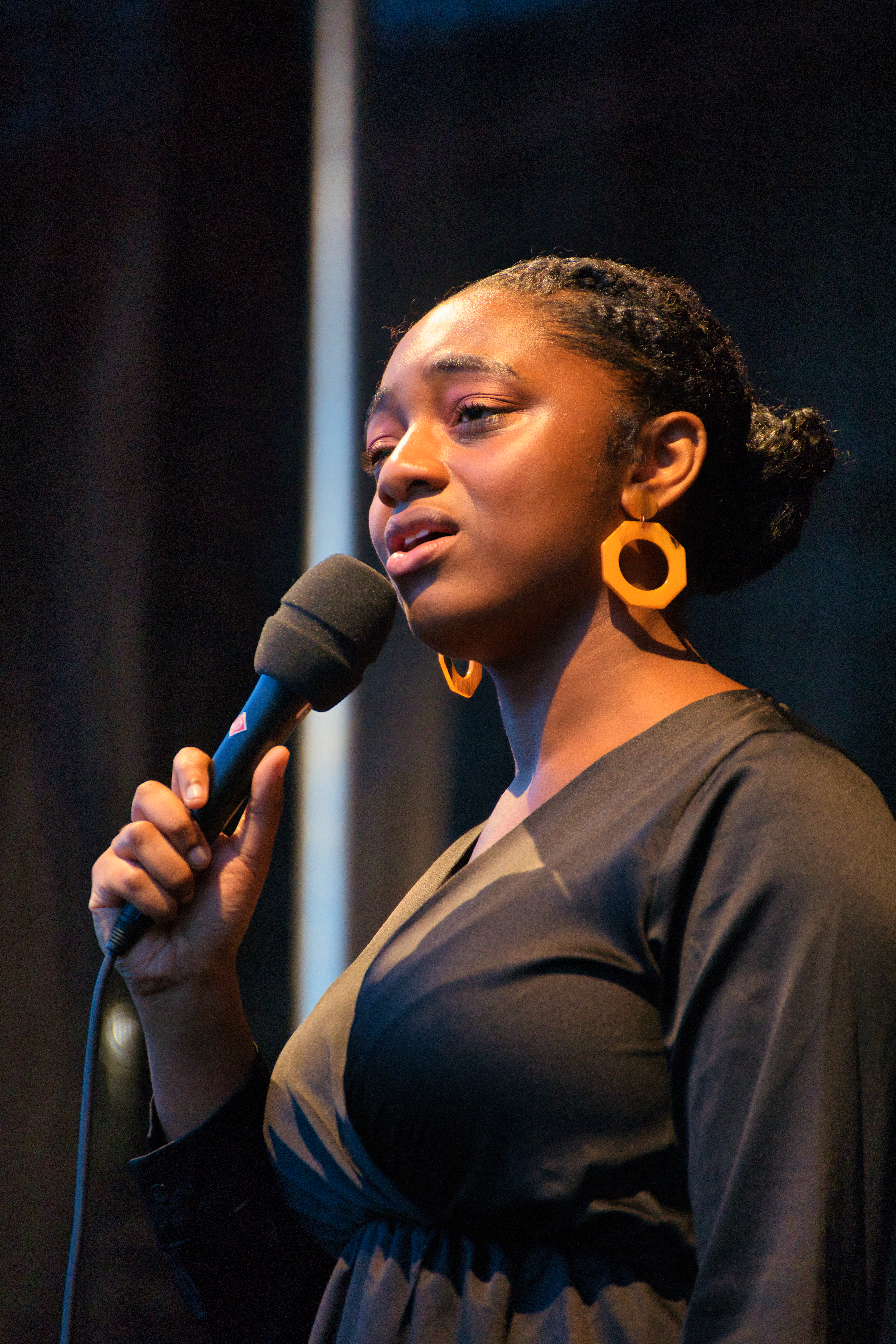
Samara Joy auf dem INNtöne Jazzfestival (2022)

Samara Joy McLendon (* 11. November 1999 in New York) ist eine amerikanische Jazzsängerin. Ihren Durchbruch hatte sie 2023 mit ihrem Album Linger Awhile. Sie ist fünffache Grammy-Award-Gewinnerin, neben vier Jazz-Auszeichnungen gewann sie 2023 in der Hauptkategorie beste neue Künstlerin.

## Leben und Wirken
Samara Joy McLendon wuchs in der Bronx auf und wurde früh musikalisch geprägt: Ihre Großeltern väterlicherseits, Elder Goldwire und Ruth McLendon, leiteten die Gospelgruppe The Savettes. Ihr Vater tourte als Bassist und Begleitsänger mit dem Gospelstar Andraé Crouch. Doch erst als Jugendliche begann sie in ihrer Kirche im Gospelchor zu singen. Allererste Erfahrungen mit Jazz sammelte sie auf der Fordham High School for the Arts, wo sie gelegentlich, eher beiläufig in der Jazzband sang, aber beim Wettbewerb Essentially Ellington des Jazz at Lincoln Center als beste Sängerin ausgezeichnet wurde. Am Purchase College der State University of New York wurde sie in das Jazzprogramm aufgenommen. 2019 gewann sie die Sarah Vaughan International Jazz Vocal Competition. 2021 absolvierte sie ihr Studium in Purchase.
2021 erschien bei Whirlwind Recordings Joys gleichnamiges Debütalbum, auf dem sie Gitarrist Pasquale Grasso mit seinem Trio bestehend aus Ari Roland und Kenny Washington begleitete; das Album wurde aufgrund ihrer „bemerkenswert reifen Interpretationen von Jazz-Standards aus dem Great American Songbook“ positiv aufgenommen. Im selben Jahr war sie bereits erstmals auf Tournee in Europa, wo sie auch in Ronnie Scott’s Jazz Club begeisterte. Bei Verve Records folgte 2022 ihr Album Linger Awhile, das gleichfalls gute Kritiken erhielt. Es brachte ihr 2023 bei den Grammy Awards 2023, wo sie auch in der Premiere Show auftrat, sowohl einen Grammy als bestes Jazz-Gesangsalbum des Jahres ein als auch die Auszeichnung als „Best New Artist“. Ende 2023 folgte die Weihnachts-EP A Joyful Holiday.
Joy trat zudem mit Christian McBride, Kirk Lightsey, Cyrus Chestnut, Barry Harris und Emmet Cohen auf.

## Auszeichnungen
Grammy Awards
- Beste neue Künstlerin: 2023
- Beste Jazz-Darbietung:
  - 2024 für Tight
  - 2025 für Twinkle Twinkle Little Me (mit Sullivan Fortner)
- Bestes Jazz-Gesangsalbum
  - 2023 für Linger Awhile
  - 2025 für A Joyful Holiday